# ويليام إي. بوون
ويليام إي. بوون (بالإنجليزية: William E. Boone)‏ هو مهندس معماري أمريكي، ولد في 3 سبتمبر 1830 في بنسيلفانيا في الولايات المتحدة، وتوفي في 29 أكتوبر 1921 في سياتل في الولايات المتحدة.